# پلمه‌آبششان
پلمه‌آبششان (نام علمی: Plakobranchidae) نام یک تیره از زیرراسته کیسه‌زبانان است.